# Batalla de Molins de Rei (1808)
La batalla de Molins de Rei fou un combat de la Guerra del Francès lluitat el 21 de desembre de 1808 al Baix Llobregat. Un cos imperial francès liderat per Laurent Gouvion Saint-Cyr va atacar un exèrcit espanyol dirigit temporalment per Theodor von Reding i el Comte de Caldagues perquè el seu comandant Juan Miguel de Vives i Feliu estava absent. Saint-Cyr va superar els seus oponents, distreint-los amb un fals atac al davant mentre enviava el gruix de la seva força a través del riu Llobregat en un moviment giratori pel flanc dret espanyol. Les línies defensives espanyoles es van enfonsar i els francesos van capturar 1.200 soldats, tota l'artilleria espanyola i el mateix Caldagues. L'enfrontament de la Guerra de la Independència va tenir lloc prop de Molins de Rei, situat a 15 km  a l'oest de Barcelona, Catalunya.
L' aixecament del Dos de Maig va agafar desprevinguts les forces d'ocupació imperials franceses a Espanya. A finals d'agost de 1808, la guarnició francoitaliana de Barcelona es trobava aïllada i en perill de captura. L'emperador Napoleó aviat va reunir un exèrcit important, el va confiar a Saint-Cyr i va ordenar al seu general que rellevés Barcelona. Després d'una arriscada campanya, Saint-Cyr va derrotar una força espanyola a Cardadeu i va arribar a Barcelona. En trobar els seus adversaris amb una forta posició darrere del Llobregat, Saint-Cyr va marxar de Barcelona i va decidir expulsar-los.

## Antecedents

###### Situació estratègica
Després dels tractats de Tilsit el 1807, l'emperador Napoleó va començar a mostrar tan signes de megalomania que el seu brillant diplomàtic Charles Maurice de Talleyrand-Périgord va dimitir com a ministre d'Afers Exteriors. Sense desanimar-se, Napoleó va posar sota la seva custòdia el rei Carles IV d'Espanya i el seu fill, el príncep Ferran, i després els va enganyar perquè abdiquessin. Llavors va anunciar que el seu germà Josep Bonaparte regnaria com a rei espanyol. Mentrestant, amb diversos pretexts, Napoleó va traslladar a Espanya importants cossos de tropes imperials franceses. El febrer de 1808, aquests soldats es van apoderar de Barcelona i de moltes fortaleses frontereres. El 2 de maig de 1808, el mariscal Joachim Murat i 20.000 soldats imperials van sufocar els disturbis al carrer a Madrid amb mesures extremes. Molt aviat, el poble espanyol es va aixecar en rebel·lió contra les forces d'ocupació franceses.
Guillaume Philibert Duhesme va comandar el Cos d'Observació dels Pirineus Orientals que comptava amb 12.714 homes. La 1a Divisió sota Joseph Chabran estava formada per un batallon suís i set francesos i comptava amb 6.045 soldats. La 2a Divisió al comandament de Teodoro Lechi tenia 4.596 soldats en quatre batallons italians i dos napolitans. La brigada de cavalleria dirigida per Bertrand Bessières comptava amb 825 soldats en dos regiments provisionals francesos, mentre que la brigada de cavalleria comandada per François Xavier de Schwarz comptava amb 892 genets italians i napolitans. També hi havia 356 artillers i carreters. Napoleó esperava que Duhesme ajudés a capturar València i Lleida així com a mantenir Barcelona. Aquestes instruccions van demostrar ser desesperadament optimistes, donat el nombre limitat de Duhesme i la intensitat de la revolta que es va estendre.
Les batalles del Bruch van ser dos intents infructuosos d'esborrar el coll del Bruc, primer de Schwarz i després de Chabran. Prenent la meitat del seu cos, Duhesme va intentar netejar el camí cap a França, però a la batalla de Girona les seves tropes no van poder assaltar la ciutat. Napoleó es va adonar que Duhesme necessitava ajuda, així que va reunir 8.000 soldats francesos de segona classe en una nova divisió i la va assignar a Honoré Charles Reille. Primer, Reille va marxar al relleu del castell de Sant Ferran a Figueres, després va intentar capturar el port de Roses però no ho va aconseguir. A finals de juliol, Reille i Duhesme van confluir a Girona des del nord i del sud i van començar el segon setge de Girona. Aquesta operació va avançar tan lentament que el comte de Caldagues va atacar les línies de setge i va obligar els francesos a retirar-se. Reille es va retirar a Figueres amb pocs problemes, però els miquelets, una milícia catalana, van assetjar sense pietat els soldats de Duhesme. Duhesme va haver d'abandonar el seu tren d'artilleria i carro abans que les seves tropes s'escapessin a Barcelona el 20 d'agost de 1808.

## Operacions
Quan finalment Napoleó va comprendre l'abast del problema a Catalunya, va fer alguns canvis significatius. Ja el 17 d'agost de 1808, Napoleó va nomenar Laurent Gouvion Saint-Cyr com a nou comandant a Catalunya. Saint-Cyr va ser reforçat per 18.000 homes de la guarnició d'Itàlia, tot i que van passar setmanes abans que poguessin arribar. A diferència dels diversos soldats de Reille, aquests incloïen tropes d'elit a la divisió francesa de Joseph Souham i la divisió italiana de Domenico Pino. També hi havia una petita divisió franco-italiana sota Louis François Jean Chabot, una brigada de cavalleria italiana dirigida per Jacques Fontane, i el 24è regiment de dragons francès.
Un cop trencat el bloqueig de Barcelona (17 de desembre de 1808) per part de les tropes franceses del 7é cos d'exèrcit napoleònic dirigit pel general Laurent Gouvion Saint-Cyr, aquest decidí atacar de nou les tropes espanyoles que es van reagrupar en l'anomenada línia del Llobregat, que tenia la seva ala esquerra a Pallejà, el centre al pont de Molins o Pont de Carles III, i els turons de Sant Vicenç i l'ala dreta a Santa Coloma, mentre que també es vigilaven els guals de Sant Feliu i Sant Joan Despí.
Les tropes Espanyoles, comandades pel general Teodoro Reding, estaven compostes per uns 18.000 homes (12.000 provinents de les tropes que el Raimon Caldagués havia retirat del bloqueig de Barcelona i 6.000 supervivents de la batalla de Llinars) i molta artilleria.

## La Batalla

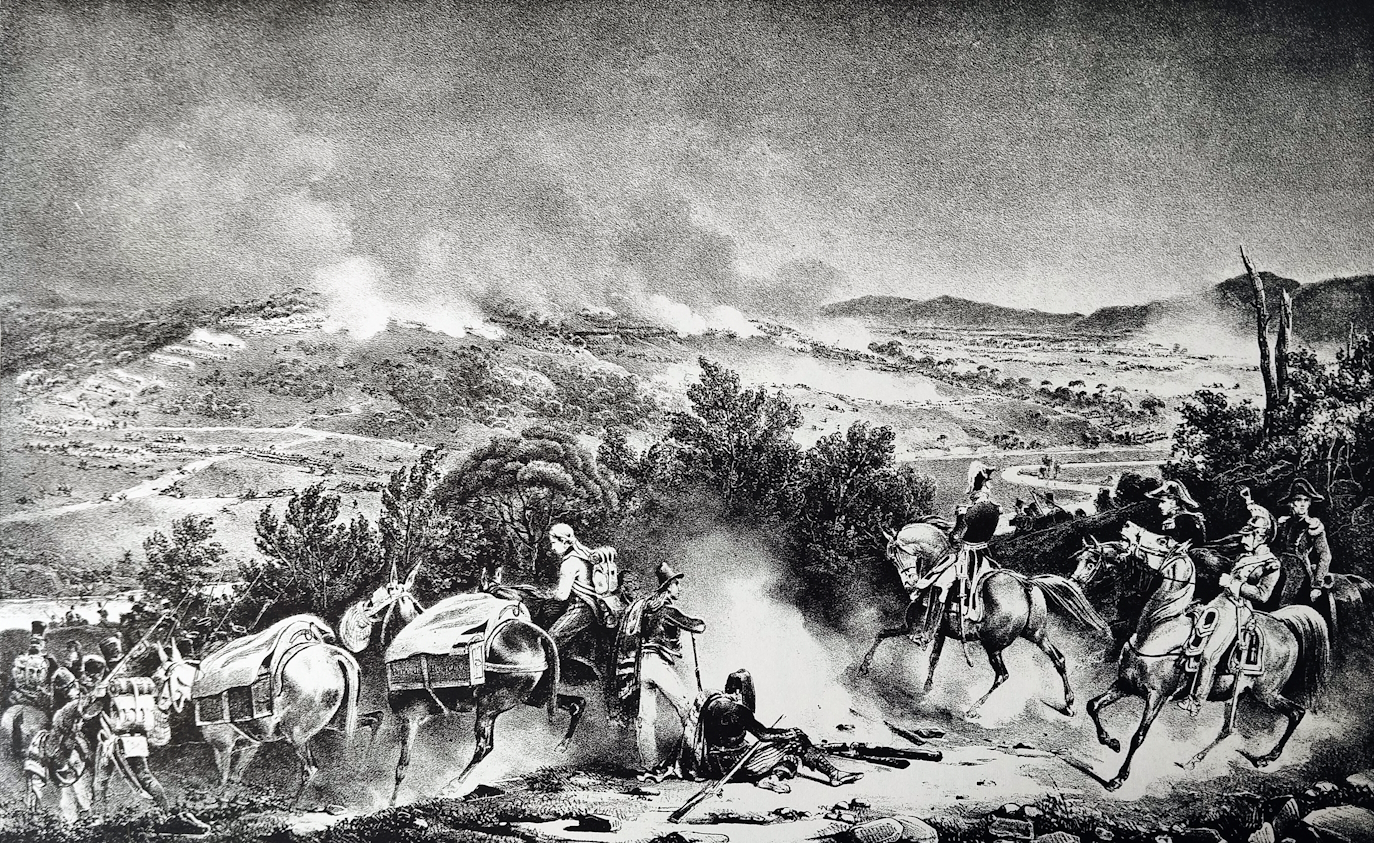
Batalla de Cardedeu, 16 de desembre de 1808

Sense donar temps perquè l'enemic es reorganitzés, les tropes de Laurent Gouvion Saint-Cyr es desplegaren a la riba esquerra del Llobregat, amb Molins de Rei a la seva dreta. Réding dubtà sobre l'oportunitat de retirar-se cap a l'Ordal o resistir, i perdent l'oportunitat de retirar les tropes.
Les forces espanyoles esperaven l'atac principal pel pont de Molins de Rei. L'exèrcit francès simulà un atac per aquest punt però creuà el Llobregat pel gual de Sant Feliu amb la divisió de Domenico Pino i pel de Sant Joan Despí amb la divisió de Joseph Souham. La brigada Fontaine de la divisió Pino prengué posicions a les altures del Llor (a Sant Boi) i Santa Coloma.

Mentrestant, 10.000 regulars espanyols estaven inactius a les Illes Balears perquè el seu comandant Juan Miguel de Vives i Feliu tenia por que els seus nous aliats britànics planegessin apoderar-se de les illes. Després que els soldats amenacessin de motí, Vives finalment va permetre que el marquès del Palacio navegués cap a terra ferma amb 5.000 homes. Aquestes tropes van desembarcar a Catalunya el 23 de juliol. Les autoritats locals van nomenar Del Palacio nou capità general de Catalunya i va obrir un bloqueig de Barcelona. Uns 10.000 soldats espanyols al comandament de Theodor von Reding de la província de Granada s'acostaven a Catalunya. Una divisió de la Província d'Aragó sota Luis Rebolledo de Palafox y Melci, 1r marqués de Lazán va arribar a Lleida. Palacio va romandre tan inert durant l'estiu i la tardor que va ser substituït com a capità general per Vives el 28 d'octubre. En aquest moment els espanyols comptaven amb 20.000 infants i 1.000 cavallers. Vives va estrènyer el bloqueig de Barcelona i finalment va expulsar la guarnició dins les seves muralles el 26 de novembre. A part d'això, Vives va demostrar ser tan lent i poc emprenedor com Palacio.

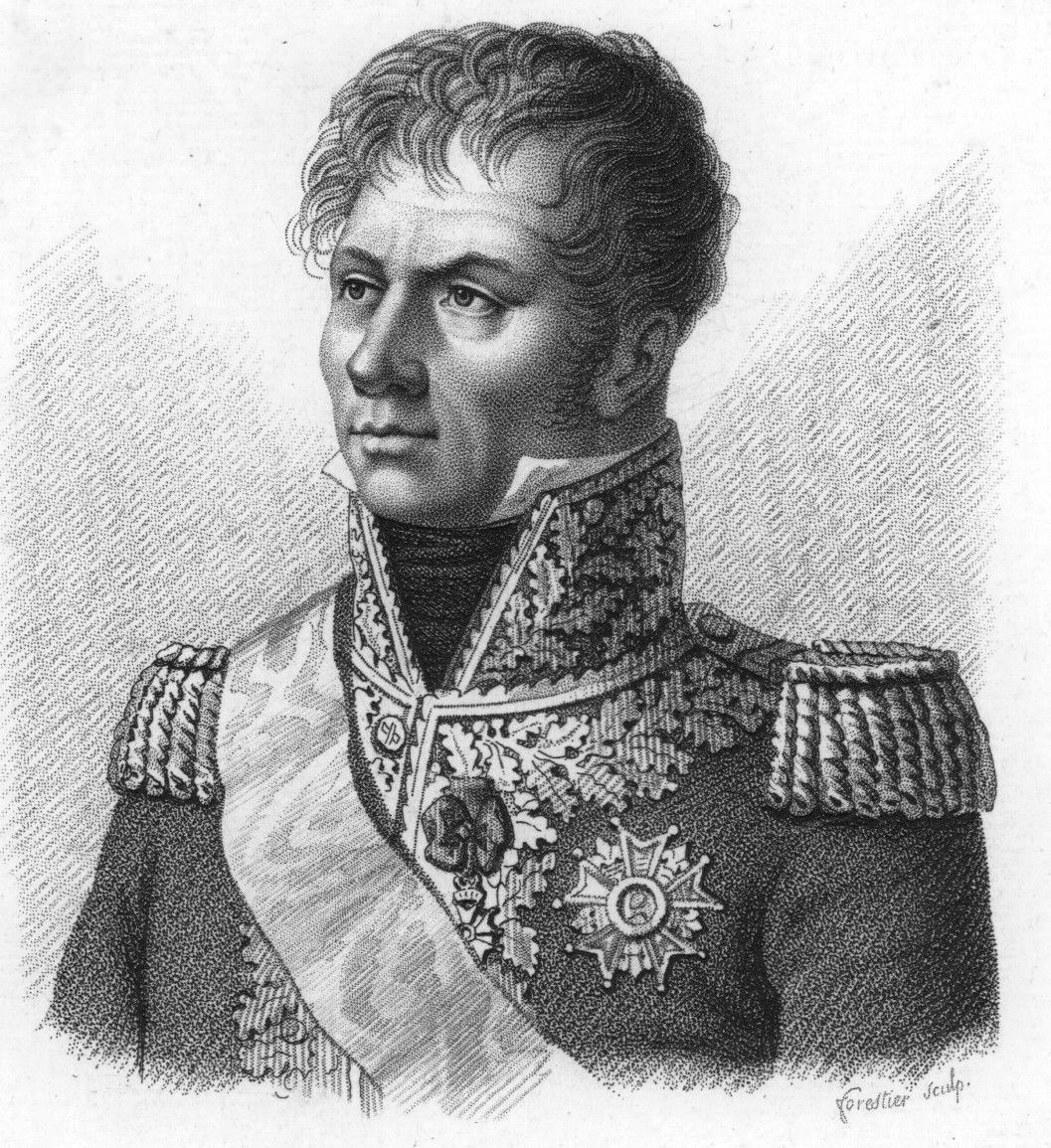
Laurent Gouvion Saint-Cyr

Saint-Cyr va obrir el setge de Roses el 7 de novembre de 1808 i Roses es va rendir el 5 de desembre. Això va eliminar una amenaça potencial per a les comunicacions franceses. Saint-Cyr va arribar davant la fortalesa de Girona amb 17.000 soldats la segona setmana de desembre. Esperava atraure la guarnició espanyola fora de les muralles, però aquesta tàctica no va funcionar.  El comandant a Girona, Mariano Álvarez de Castro i Lazán es van negar a arriscar els seus 8.000 soldats a camp obert contra la força molt superior de Saint-Cyr.
El comandant francès sabia que assetjar Girona seria massa llarg, així que va enviar la seva artilleria i els seus vagons i va esquivar amb valentia Girona, deixant enrere la divisió de Reille. Vives va suposar que els francesos estarien estancats davant del Girona. Quan va trobar que Saint-Cyr marxava pels turons, va respondre enviant una divisió sota Reding per bloquejar els francesos. Vives finalment es va despertar i va portar una brigada addicional, tot i que tenia 24.000 soldats disponibles. Saint-Cyr va superar completament els seus oponents i va arribar prop del poble de Cardadeu per trobar Vives i Reding enfrontats amb ell amb només 9.100 soldats i set canons. A la batalla de Cardadeu el 16 de desembre, Saint-Cyr va utilitzar columnes d'atac massives per aixafar les línies espanyoles. Els francesos van infligir 2.500 baixes als seus adversaris mentre van patir una pèrdua de només 600. Vives es va separar del seu exèrcit. Va fugir a la costa on va ser recollit per HMS Cambrian i enviat a Tarragona.
El flanc esquerre i la rereguarda espanyola es trobà desbordat i els intents que es feren per variar el front cap al sud foren inútils. Donant la batalla perduda, davant del perill de veure tallada la ruta de retirada cap a Tarragona, els espanyols fugiren per l'únic camí possible, Corbera de Llobregat. A les 10 del matí arriba el General Joan Miquel de Vives i Feliu, que es veu envoltat per la desbandada general. Les tropes franceses persegueixen als espanyols durant 15 hores. La divisió de Joseph Chabran pel camí d'Igualada fins a Martorell, i la de Louis François Jean Chabot fins a Sant Sadurní d'Anoia mentre la resta del 7è exèrcit es dirigia en direcció a Tarragona. Saint-Cyr estableix el quarter general a Vilafranca del Penedès mentre Souham arriba fins al Vendrell i la divisió Pino fins a Sitges i Vilanova.

## Batalla

###### Preparatius
El 16 de desembre, el Comte de Caldagues va impulsar una forta sortida que van fer els defensors de Barcelona, però aquell vespre va saber de la derrota espanyola a Cardedeu. En conseqüència, Caldagues va retirar la força de bloqueig darrere del riu Llobregat a posicions de Molins de Rei al nord i Sant Boi de Llobregat al sud. Durant la precipitada retirada, Caldagues va abandonar un gran dipòsit d'aliments a Sarrià als imperials francesos. El matí del 17 de desembre, Saint-Cyr va dirigir el seu exèrcit de socors a Barcelona. Per a la seva molèstia, no es va enviar cap soldat de la guarnició bloquejada per saludar els seus soldats vencedors. Quan finalment va aparèixer l'egotista Duhesme, va comentar a Saint-Cyr que les seves forces no estaven en perill i haurien pogut aguantar sis setmanes més. Per no quedar-se menys, l'espinós Saint-Cyr va fer arribar una còpia d'un dels despatxos de Duhesme al mariscal Louis-Alexandre Berthier afirmant que la seva guarnició es trobava en una situació extrema i demanant el seu alleujament. Duhesme es va retirar per enfonsar-se en silenci.
Després de ser abandonat per uns 1.000 dels seus miquelets, Caldagues comptava amb 11.000 soldats. A aquests aviat es va unir Reding que va portar les restes de la força derrotada a Cardedeu, entre 3.000 i 4.000 homes. Les línies al llarg del Llobregat incloïen les fortificacions de camp construïdes per a l'ala dreta del bloqueig i eren només a uns 10 km dels barris de Barcelona. Les defenses eren fortes i tenien canons pesats, però eren massa llargues per a un exèrcit de 15.000 soldats. El Llobregat va es podia creuar en molts punts i si l'assalt francès arribava en un moment donat era probable que se'n sortís. En absència de Vives, el segon comandant Reding va prendre el control de les forces espanyoles. Ell i el tercer en comandament Caldagues sabien que la posició espanyola era feble, però es trobaven en un dilema.
Reding i Caldagues volien retirar-se cap a l'oest a la posició molt forta d'Ordal, on planejaven construir un campament atrinxerat. Tanmateix, una retirada a Ordal obriria la carretera Barcelona-Lleida als francesos. També permetria als francesos recollir els conreus de les planes. Buscant alguna sortida, Reding va enviar un missatge a Vives que era a Sitges. Vives no va assumir la responsabilitat, deixant a Reding la decisió de defensar o retirar-se. La resposta de Vives va arribar la nit del 20 al 21 de desembre. Per tal de demostrar el seu coratge als ulls dels catalans, Reding va decidir lluitar.

## Forces imperials
Saint-Cyr va liderar quatre divisions fora de la ciutat el matí ventós i fred del 21 de desembre de 1808, deixant Duhesme per mantenir Barcelona amb la divisió italiana de Lechi. Les forces imperials incloïen les divisions de Chabran, Souham, Pino i Chabot. La divisió de Chabran formava part del cos de Duhesme que havia estat bloquejat a Barcelona. Les tropes de Chabran eren veterans francesos més un batalló de suïssos. Les divisions franceses de Souham i les italianes de Pino estaven formades per tropes d'elit. La divisió de Chabot estava formada per un batalló de soldats francesos i dos de napolitans. Els napolitans eren àmpliament considerats com les pitjors tropes d'Europa. La força de Saint-Cyr també incloïa la brigada de cavalleria de Fontane, formada pels caçadors de cavalls reials italians i els 7è dragons italians.

## Conseqüències
Els francesos capturen 1.200 presoners entre ells el general Comte de Caldagués, els coronels Silva, Desvalls i Donavan. Es perden 50 peces d'artilleria i a Vilafranca del Penedès foren presses grans quantitats d'armes i munició. Aquesta derrota junt amb la que acabava de succeir a Cardedeu va produir forts aldarulls a Lleida i Tarragona. A Tarragona els amotinats exigeixen i obtenen la destitució del general Vives del comandament de l'exèrcit del Principat. El General Réding el substitueix i inicia la reorganització de les forces a Tarragona.